# Tiro ao Álvaro
«Tiro ao Álvaro» — класична пісня в стилі самба, написана в 1960 році італо-бразильським композитором та співаком Адоніраном Барбоза. В його стилі «самба пауліста» використовується юмористична лірика, написана простонародною мовою бідних шарів населення міста Сан-Паулу, зокрема районів, де мешкають італійські іммігранти.

## Слова
| Оригінал De tanto levar frechada do teu olhar Meu peito até parece sabe o quê? Tauba de tiro ao álvaro Não tem mais onde furar Tauba de tiro ao álvaro Não tem mais onde furar Teu olhar mata mais Do que bala de carabina Que veneno estriquinina que peixera de baiano Teu olhar mata mais Do que atropelamento de automove Mata mais que bala de revorver |  | Стандартна португальська De tanto levar flechada do teu olhar Meu peito até parece sabe o quê? Tábua de tiro ao alvo Não tem mais onde furar Tábua de tiro ao alvo Não tem mais onde furar Teu olhar mata mais Do que bala de carabina Que veneno estricnina que peixeira de baiano Teu olhar mata mais Do que atropelamento de automóvel Mata mais que bala de revólver |  | Переклад Після того, як стільки стріл випущено з твоїх очей Мої груди виглядають як ти знаєш що? Мишень в тирі Що не витримає більше дирок Мишень в тирі Що не витримає більше дирок Твій погляд вбиває сильніше Ніж куля з карабіну Більше, ніж отрута-стирихнін Більше, ніж ніж-баяну Твій погляд вбиває сильніше Ніж автомобіль, що переїжджає мене Більше, ніж револьверна куля |

Португальські слова містять численні граматичні та фонетичні особливості місцевої мови, що порушують норми стандартної португальської мови. Ці деталі, проте, неможливо перекласти.